# 川面村 (岡山県小田郡)
川面村（かわもそん / かわもむら）は、岡山県小田郡にあった村。現在の小田郡矢掛町の一部にあたる。

## 地理
小田川の中流左岸、星田川流域に位置していた。

## 歴史
- 1889年（明治22年）6月1日、町村制の施行により、小田郡東川面村、西川面村、宇内村が合併して村制施行し、川面村が発足[1][2]。旧村名を継承した東川面、西川面、宇内の3大字を編成[2]。
- 1954年（昭和29年）5月1日、小田郡矢掛町、美川村、三谷村、山田村、中川村と合併し矢掛町が存続して廃止された[1][2]。合併後、矢掛町大字東川面・西川面・宇内となる[2]。

### 地名の由来
古来、洪水のたびに氾濫が発生し、水田一帯が川の面のようになったことから。

## 産業
- 農業、養蚕、薄荷、麦稈真田、経木真田[2]

## 教育
- 尋常川面小学校が所在[2]。1893年（明治26年）川面尋常小学校に改称[2]。1907年（明治40年）高等科を併置して川面尋常高等小学校に改称[2]。1947年（昭和22年）川面小学校に改称[2]。